# Вспомогательный крейсер

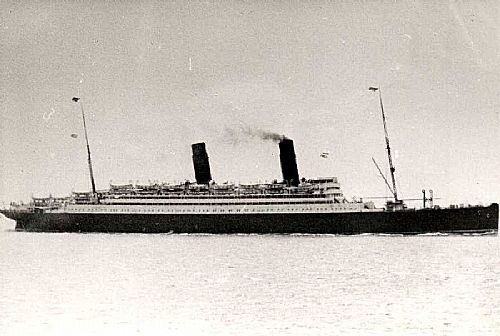
RMS Carmania, один из самых известных вспомогательных крейсеров Первой мировой войны

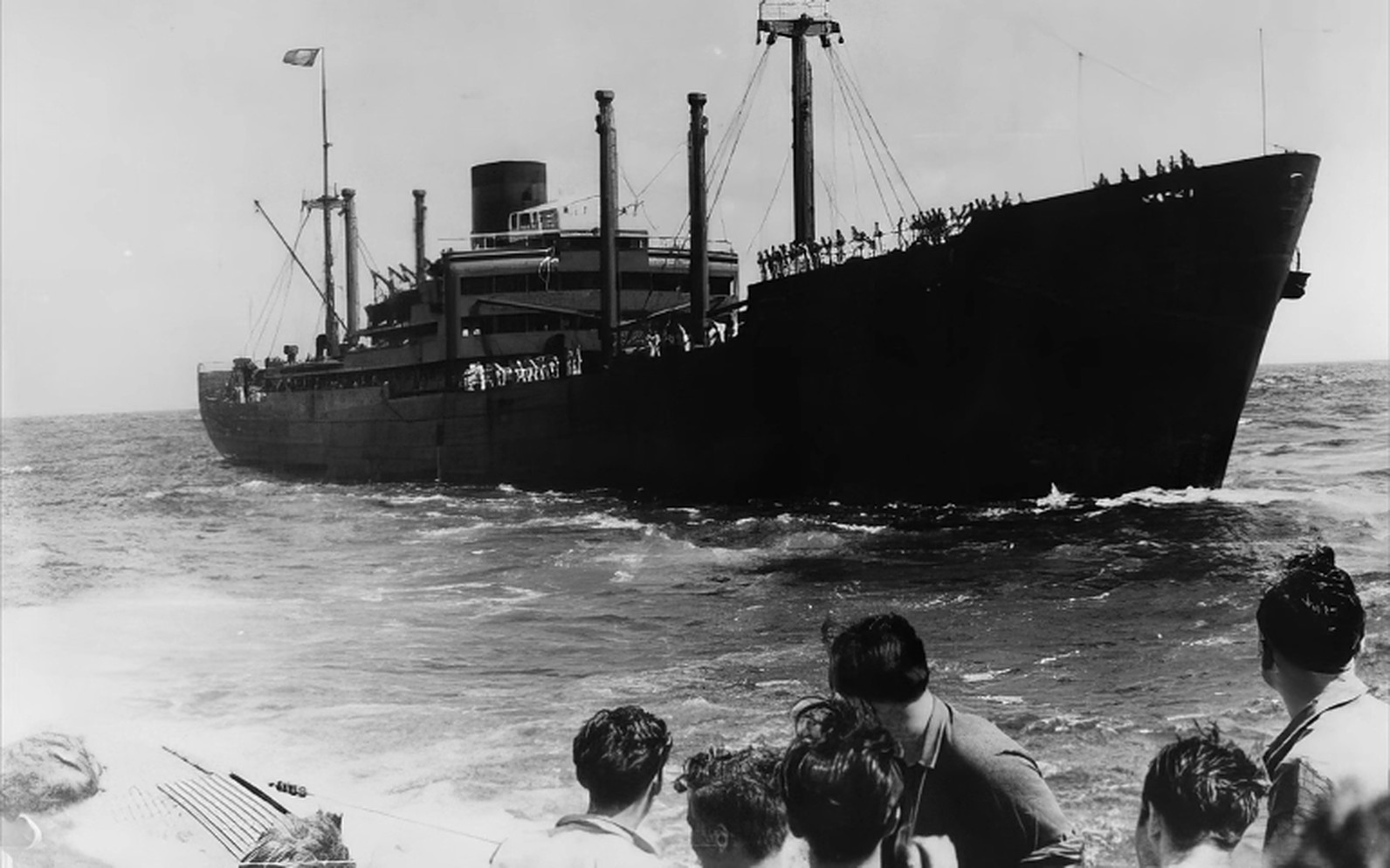
Германский вспомогательный крейсер «Корморан», затонувший после боя

Вспомогательный крейсер — быстроходный коммерческий корабль или пассажирский лайнер, оборудованный вооружением и применяющийся в ходе военных действий на море как сторожевое, патрульное, досмотровое или конвойное судно (в ВМФ Великобритании), либо как рейдер (в ВМФ Германии и ВМФ Японии).
Вспомогательные крейсера широко применялись в Первую мировую войну и в начальный период (до 1942 года) Второй мировой войны. К их преимуществам относились быстроходность, хорошие мореходные качества, особенно по сравнению с меньшими по водоизмещению военными кораблями и возможность установить достаточно серьёзное вооружение — например 6" орудия. Однако в связи с тем, что вспомогательные крейсера были уязвимы для подводных и воздушных атак, а также были неспособны справиться с настоящими военными кораблями, от их использования отказались.

## Вспомогательные крейсеры вПервую мировую войну
Первый бой между вспомогательными крейсерами состоялся в начале Первой мировой войны. Пассажирский лайнер «Кармания», реквизированный Британским Адмиралтейством, крейсировал у побережья Бразилии в поисках немецких кораблей снабжения.
14 сентября 1914 года «Кармания» подошла к бразильским островам Триндади-э-Мартин-Вас. Капитан Ноэль Грант обнаружил, что в одной из бухт острова производит погрузку угля с двух угольщиков большой двухтрубный пассажирский лайнер. Тот, хотя и был выкрашен в цвета британской пароходной компании Union Castle, но оказался немецким вспомогательным крейсером «Кап Трафальгар», который решил принять бой.
К 12.10 расстояние между судами уменьшилось до 40 кабельтовых, что дало возможность артиллеристам «Кармании» начать пристрелку, «Кап Трафальгар» ответил тем же.
«Кармания» получила 79 попаданий, огнём противника был уничтожен мостик. Погибло 9 человек команды, 27 было ранено. Скорость «Кармании» упала до 16 узлов и «Кап Трафальгар» к 13.30 вышел из-под обстрела, имея преимущество в ходе. Однако его повреждения были также велики — не менее пяти пробоин ниже ватерлинии, множественные пожары в носовой и кормовой части, а также сильный крен на правый борт. Капитан «Кап Трафальгар» попытался выбросить корабль на отмель, однако лайнер начал заваливаться на бок, лёг на борт и ушёл на дно носом вперёд. По некоторым данным для ускорения затопления он был подорван.
Бой с одной стороны показал возможность применения вспомогательных крейсеров против равных или более слабых противников, однако подчеркнул высокую уязвимость от артиллерийского огня.
Также вспомогательными крейсерами Великобритании служили такие известные лайнеры, как «Олимпик» и «Отранто»
Германия со значительным успехом использовала вспомогательные крейсера на торговых маршрутах Британской Империи. В числе наиболее известных рейдеров: SMS Möwe, SMS Wolf, Корморан, SS Prinz Eitel Friedrich, Kaiser Wilhelm der Grosse, а также единственный парусный рейдер Seeadler.

## Вспомогательные крейсеры воВторую мировую войну

### Королевский флот

HMS Pretoria Castle стал самым большим эскортным авианосцем

Великобритания применяла вспомогательные крейсеры для защиты своих коммуникаций в ситуациях, когда не хватало эскортных кораблей специальной постройки. Все они были перестроенными пассажирскими (или грузо-пассажирскими) судами. Адмиралтейство рассчитывало, что их большая скорость позволит им успешно перехватывать рейдеры противника. Одной из первых задач в 1939 году стало патрулирование Фарерского прохода, где не ожидалось большого противодействия немцев.
Одним из самых известных вспомогательных крейсеров был британский «Джервис-Бей». В составе конвоя HX-84 в мае 1940 года он вступил бой с немецким карманным линкором «Адмирал Шеер» и погиб в неравной схватке. Но, благодаря самопожертвованию «Джервис-Бей» судам HX-84 удалось рассеяться, и «Адмирал Шеер» сумел перехватить только 5 судов из 37.
Сходный эпизод произошёл 23 ноября 1939 года между вспомогательным крейсером «Равалпинди» (Rawalpindi) и линейным крейсером «Гнейзенау».
Пассажирский лайнер Pretoria Castle был приобретён британским Адмиралтейством и, после переоборудования, вошёл в строй как вспомогательный крейсер HMS Pretoria Castle. Однако, позднее он был перестроен в эскортный авианосец.
В целом результаты британских вспомогательных крейсеров были признаны неудовлетворительными. Их применение было оправдано только как временная, вынужденная мера. Несмотря на высокую подготовку и героизм экипажей, они оказались слишком уязвимы, и понесли потери, несоразмерные с результатами. Отдельные авторы характеризуют их службу в 1939−1940 гг как «избиение».

### Императорский флот
Япония, в отличие от Великобритании и Германии, не имела целенаправленной программы нарушения или защиты коммуникаций, и твёрдых взглядов на использование вспомогательных крейсеров. Их действия были эпизодическими.
11 ноября 1942 в Индийском океане японские вспомогательные крейсера «Хококу мару» и «Айкоку мару» (каждый 10400 тонн, 8 140-мм орудий, 4 25-мм орудия, 4 12,7-мм пулемета и 2 533-мм торпедных аппарата, гидросамолёт) напали на конвой в составе: тральщик Королевского Индийского ВМФ «Бенгал», вооружение — 12-фн орудие, три 20-мм орудия, голландский танкер «Ондина» компании Royal Dutch Shell, имевший одно орудие калибром 102 мм. Однако, несмотря на колоссальное превосходство противника, «Бенгал» и «Ондина» не только смогли отбиться, но и потопить «Хококу мару» (считается, что причиной гибели корабля стал взрыв цистерны с авиабензином после попадания снаряда с «Ондины») и отогнать «Айкоку мару». Это был последний эпизод в истории японских вспомогательных крейсеров.

### Кригсмарине

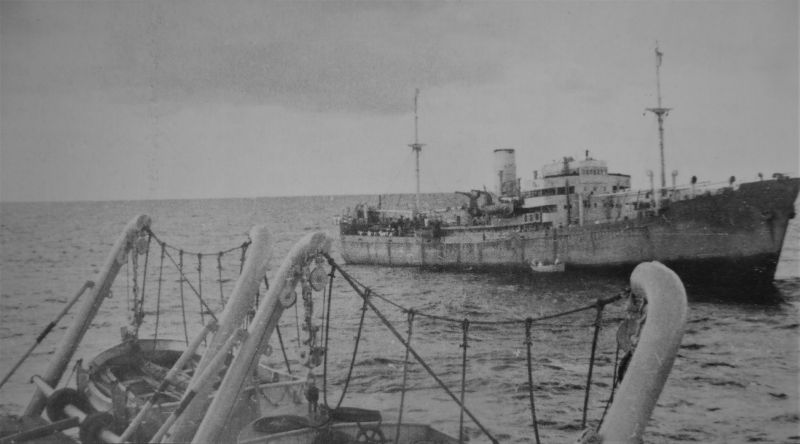
Вспомогательный крейсер «Михель». Снимок сделан с борта другого немецкого вспомогательного крейсера — «Штир»

Вспомогательные крейсера кригсмарине использовались в 1939−1942 годах на дальних морских коммуникациях в Индийском, Тихом, Атлантическом океанах в рейдерских целях. Благодаря хорошей мореходности, сравнительно мощному вооружению и большим возможностям по маскировке действия немецких рейдеров были весьма успешными. Находясь в море по году и более, многие из них потопили и захватили более десяти кораблей каждый, оставаясь при этом неуловимыми или неузнанными, однако в итоге они, как правило, обнаруживались и уничтожались флотом союзников.
Один из германских вспомогательных крейсеров, — «Комет», — летом 1940 при содействии СССР прошел Северным морским путём из Северного моря в Берингов пролив и далее в Тихий океан.. В 1940−1941 годах вёл боевые действия на морских коммуникациях союзников в Тихом океане в районе Австралии и Океании.
Перечень вспомогательных крейсеров кригсмарине
- «Орион» (HSK-1)
- «Атлантис» (HSK-2)
- «Виддер» (HSK-3)
- «Тор» (HSK-4)
- «Пингвин» (HSK-5)
- «Штир» (HSK-6)
- «Комет» (HSK-7)
- «Корморан» (HSK-8)
- «Михель» (HSK-9)
- «Коронель» (HSK-10)
- «Ганза» (в боевой поход не вышел)